# James Gilluly
James Gilluly (* 24. Juni 1896 in Seattle; † 29. Dezember 1980) war ein US-amerikanischer Geologe.
Gillulys Vaters war irischer und seine Mutter württembergischer Abstammung. Er studierte ab 1915 an der University of Washington, unterbrochen vom Dienst in der US Navy im Ersten Weltkrieg und Jobs in Bergwerken, Stahlhütten und im Hafen zur Finanzierung seines Studiums. Nach dem Universitätsabschluss (1921) ging er 1922 zur United States Geological Survey (USGS). Von dieser wurde er 1931 nach Innsbruck zu Bruno Sander geschickt, um dessen Methoden der Gefügekunde zu erlernen. Gilluly  nutzte den Aufenthalt auch zu Studienfahrten in Osteuropa. 1940 wurde er Professor an der University of California, Los Angeles (UCLA).
Im Zweiten Weltkrieg war er wieder bei der USGS in der Prospektion kriegswichtiger Mineralien beschäftigt und war Militärgeologe im Pazifik, wo er Strände für die Landungen insbesondere auf den Philippinen aussuchte. Nach dem Krieg lehrte er weiter an der UCLA, ging aber 1950 in der McCarthy-Ära (er sah den verlangten Eid als Zumutung an und war die administrativen Lasten an der Universität leid) wieder zur USGS, wo er unter anderem Felderkundungen in Nevada unternahm.
Sein Lehrbuch der Geologie war in den USA zeitweise ein Standardwerk. Er widmete seine späteren Jahre den Neuauflagen des Buches und reiste dazu weltweit. Er war an der Debatte um den Ursprung der Granite beteiligt und vertrat die Meinung, dass Gebirgsbildung nicht nur auf bestimmte besonders aktive Phasen in der geologischen Vergangenheit beschränkt war, sondern ständig stattfand.
1962 war er der 17. William Smith Lecturer der Geological Society of London, deren Ehrenmitglied er war. Er erhielt 1969 die Walter H. Bucher Medal und 1958 die Penrose-Medaille. 1959 erhielt er die höchste Auszeichnung des US-Innenministeriums, die Distinguished Service Medal. 1959 wurde er Ehrendoktor der Princeton University. Er war Mitglied der National Academy of Sciences und der American Academy of Arts and Sciences (1949). 1962 war er Vorstand der Abteilung Geowissenschaften des National Research Council. 1948 war er Präsident der Geological Society of America.

## Schriften
- mit A. O. Woodford, Aaron Waters Principles of Geology, Freeman, San Francisco 1951